# MÁV TIVa
A StEG I 500–503 Engelth-rendszerű gőzmozdonysorozat volt az Osztrák–Magyar Államvasút-Társaság (ÁVT), (Staats-Eisenbahn-Gesellschaft StEG)-nél.

## Története
A Resicza-Oravica szakaszon olyan pályaviszonyok uralkodtak, mint a Semmeringi vasúton. Voltak 26 ‰-es emelkedők és 114 m-es ívsugarú pályaívek. A pálya megengedett tengelynyomása viszont csak 9,5 t volt. Ezért Pius Fink, az ÁVT egyik mérnöke, tervezett egy öt csatolt tengelyű Engelth-féle mozdonyt, melynek két tengelye a szerkocsi vázában, a többi a mozdonykeretbe volt építve. A vaktengely a kerekekkel a főkeretbe volt erősítve. John Haswell  ezeken a mozdonyokon alkalmazott először ellengőzféket.
Az ÁVT gépgyárában építették meg e sorozat négy mozdonyát (1862-ben egy, 1864-ben kettő és 1867-ben is egy). 500-503 pálya-számokat és STEYERDORF, KRASZOVA, GERLISTE továbbá LISZAVA.neveket kaptak.
Üzemük alatt gyorsan kiderült, hogy a szén és vízfogyasztásuk a tapadósúlyukat a szerkocsis mozdonyoknál sokkal jobban csökkenti, így a vasútüzemi elvárásoknak nem tudnak megfelelni. A mozdonyokat később átalakították, és  vízszállító és poggyászkocsinak használták.
1873-ban a hat mozdonyt 1401-1406 pályaszámokal sorolták az ÁVT-nél a VI osztályba. 1891-ig már három átépített mozdonyt selejteztek, egyet átadtak a MÁV-nak TIVa osztály 4270 pályaszámmal.